# Аббасабаде-Кучек
Аббасабаде-Кучек (перс. عباس ابادكوچك‎) — село на севере Ирана, в остане Альборз. Входит в состав шахрестана Саводжболаг. Является частью дехестана (сельского округа) Сеидабад Центрального бахша.

## География
Село находится в центральной части Альборза, к югу от хребта Эльбурс, на расстоянии приблизительно 16 километров к западу от Кереджа, административного центра провинции. Абсолютная высота — 1276 метров над уровнем моря.

## Население
По данным переписи 2006 года население села составляло 425 человек (211 мужчин и 214 женщин). В Аббасабаде-Кучеке насчитывалось 113 семей. Уровень грамотности населения составлял 64,47 %. Уровень грамотности среди мужчин составлял 66,35 %, среди женщин — 62,62 %.